# Homogyna xanthophora
Homogyna xanthophora là một loài bướm đêm thuộc họ Sesiidae. Nó được tìm thấy ở Nam Phi.